# Sceloenopla ornata
Sceloenopla ornata es una especie de insecto coleóptero de la familia Chrysomelidae. Fue descrita científicamente en 1954 por Uhmann.